# Аденома сальных желёз
Аденома сальных желёз — доброкачественная опухоль кожи, которая развивается из железистого или протокового эпителия сальных желёз и, как правило, характеризуется медленным ростом. Обычно выглядит как розовая, цвета кожных покровов, либо желтоватая папула или узелок.

## Патологическое значение
Сама по себе, аденома сальных желёз не имеет большого патологического значения (прогноз при хирургическом лечении благоприятный). Однако она может быть ассоциирована с синдромом Мюир-Торре, наследственным заболеванием, которое предрасполагает к возникновению рака. Таким образом, своевременная диагностика аденомы сальных желёз может оказаться решающим фактором для сохранения жизни пациента.
Эта патология не связана с туберозным склерозом.

## Лечение
Лечение хирургическое. При адекватном удалении новообразования рецидивы не проявляются (срок наблюдения — один год).